# René Kuder
Pour les articles homonymes, voir Kuder.
 (9 janvier 2022).
- Si vous ne connaissez pas le sujet, laissez ce bandeau (vous pouvez alors contacter les auteurs).
- Si vous supprimez le contenu mis en cause (vous pouvez préalablement contacter les auteurs),

argumentez précisément cette suppression dans la page de discussion
(un manque de référence n'est pas un argument ; une recherche réelle de référence doit avoir été effectuée, être formellement documentée).
René Kuder, né le 23 novembre 1882 à Villé et mort le 23 septembre 1962 à Strasbourg, est un peintre français.

## Biographie
René Kuder est le fils d’Aloyse Kuder et de Stéphanie Disch. Son père, descendant d’une vieille famille villoise, était tourneur sur bois et vigneron. La maison familiale des Kuder est située au 5, place du Marché à Villé. Aloyse Kuder acheta la maison sise dans la « Hintergass », aujourd’hui 24, rue du Général-Leclerc vers les années 1860. René Kuder y est né.
Il était fasciné par son père, féru d’histoire, ardent républicain et respectueux des principes de la Révolution, à tel point que ce dernier deviendra son premier maître. Celui-ci lui transmit les valeurs familiales de liberté, probité et amour de la patrie.
Le second maître de René Kuder fut son instituteur de l’école du village, monsieur Bittinger, qui décela les dons de l'écolier qui assimilait très vite les matières enseignées. Bittinger sut encourager l’enfant dans le choix de sa propre voie, celle de la peinture.
L’artiste, qui deviendra plus tard un maître de l’aquarelle, a été aveugle dans son enfance à la suite d’une maladie.
La scolarité achevée, le père désirait faire de son fils un artisan, mais René désirait devenir artiste peintre. Ce fut l’émoi et la consternation dans sa famille. Pendant plus de trois ans, René Kuder resta auprès de ses parents apprenant le métier de tourneur et consacrant ses loisirs à la lecture et à la peinture.

### Début de carrière
Finalement le père céda, et, à 18 ans, René Kuder partit pour Strasbourg et s’inscrivit à la Kunstgewerbeschule, aujourd’hui École supérieure des arts décoratifs de Strasbourg ; il fut un élève remarquable.
En 1905, il obtient le prix de la Ville de Strasbourg pour sa composition La Géante du Nideck. Le prix s’accompagnait d’une bourse pour continuer ses études à l’Académie des beaux-arts de Munich, qui était, en ce temps-là, un des centres de la vie artistique en Europe.
L’aquarelle passait pour un genre mineur et constituait une forme d’initiation pour les jeunes. Le mérite de René Kuder est d’en avoir fait un genre capable de rivaliser avec les autres techniques.
En 1908, l’Académie de Munich lui accorda la plus haute distinction — la Grande médaille d’argent — qui fit sa notoriété en Bavière. L’année suivante, il fait la connaissance d’une jeune Bavaroise, Mathilde Vollmair, qui deviendra sa femme. En 1910 naquit Stéphanie, puis, l’année suivante, en 1911, le couple vient s’installer à Villé.
Au printemps 1912, le couple partit quelques mois à Paris ; plusieurs aquarelles, dont celle du Pont-neuf complétèrent les bagages au retour à Villé. Cette même année, René Kuder est récompensé à Berlin par le second prix de la Woche, pour ses Laveuses ; le morceau avait été exécuté à Villé, au lavoir dit Unter’em Schopff.
Mais c’est en 1913 qu’il obtient sa première grande commande : les vitraux de l’église de Maisonsgoutte.

### Première Guerre mondiale
Lorsqu'éclate la Première Guerre mondiale, René Kuder est acheminé sur Thorn, en Prusse-Orientale, et est incorporé dans un bataillon de suspects, avec interdiction de revenir en Alsace, à plus forte raison à Villé situé près du front. Le prince de Saxe obtint une permission pour René Kuder qui put achever à Munich un tableau — La Multiplication des pains — que le prince lui avait demandé avant-guerre.
Vers la fin de la guerre, le major qui commandait le camp autorisa l’artiste à peindre une chambre en ville et l’invita parfois à sa table. C’est grâce à la complicité du major que René Kuder pu continuer à peindre son sujet favori : la guerre et son quotidien.
Sur l’insistance du prince de Saxe, une exposition fut organisée à Munich en février 1916 qui lui fut entièrement consacrée. Le roi de Bavière honora cette manifestation de sa présence. Les journaux allemands de l’époque saluent en Kuder « le virtuose de la technique picturale », « l’un des meilleurs peintres de la jeune génération », « un artiste capable de surmonter tous les obstacles ».
À la fin de la guerre, un officier jaloux de René Kuder réussit à obtenir le transfert de l’artiste plus à l’est, à Kalmar. Averti par le scribe du camp, Kuder lui fit changer le « a » en « o », ce qui transforma la destination en « Kolmar ». L’artiste y vécut clandestinement depuis début octobre 1918. À l’annonce de l’armistice, il rentra enfin à Villé.

## Carrière française
La victoire de la France en 1918 a comblé les vœux de René Kuder, sans toutefois pouvoir partager cette joie avec son père, mort en 1917. Kuder, connu en Allemagne, était totalement inconnu en France. Tout était donc à recommencer.
René Kuder demeura à Villé. En 1919, une seconde fille, Marie-France était née. En Alsace, son nom s’imposait de plus en plus, grâce notamment aux lithographies exécutées vers 1920, destinées aux écoles primaires d’Alsace et de Lorraine pour la promotion de l’art à l’école et qui ont pour sujet des scènes de village. Puis il aborda des travaux pour les églises : vitraux, peintures murales ou plafonnantes… Ce furent des années heureuses qu’il consacra à l’étude de sa vallée, de sa terre, de son ciel, de ses hommes. Il va chercher son sujet là où d’autres ne verraient que banalité.
Au-delà du mouvement, René Kuder sent l’être, sa colère, sa piété, sa fatigue ou son indifférence ; on retrouve ces traits dans ses croquis d’audience au tribunal de Villé.
L’unique gagne-pain de René Kuder était la peinture. Ses œuvres : des tympans d’église, plafonds ou chemins de croix, notamment dans le val de Villé, mais aussi plus loin. Il aimait avoir sous son pinceau de grandes surfaces blanches auxquelles il allait communiquer la vie. Certains travaux constituaient de véritables exercices de virtuosité picturale.
Dès 1922, il participe au Salon des artistes français à Paris, où son tableau Le Rémouleur fut primé.
En 1933, René Kuder quitte Villé pour s’installer au 4, avenue de la Forêt-Noire à Strasbourg. Son rythme de vie calme et discrète ne s’en trouva pas modifié.

### Seconde Guerre mondiale
Septembre 1939, après la déclaration de la Seconde Guerre mondiale, René Kuder se replia d’abord à Villé chez sa sœur, puis il fut l’hôte à Paris de son ami Léon Muller. Il finit par rejoindre ses filles, Stéphanie et Marie-France, qui avaient suivi l’université de Strasbourg repliée, juste avant Noël, à Clermont-Ferrand. 
Par la force des événements, René Kuder peut désormais consacrer tout son temps à l’aquarelle, sa technique favorite. La lumière d’Auvergne et ses ciels furent pour lui une véritable découverte.
À partir de 1940, ses filles, alors étudiantes en pharmacie pour Marie-France et secrétaire pour la Faculté des Lettres de Strasbourg pour Stéphanie, font partie avec d'autres étudiants de l'Université de Strasbourg, du groupe des "Gergoviotes". Ils sont réunis sur le plateau de Gergovie par les professeurs Gaston Zeller et Jean Lassus, qui organisent des fouilles archéologiques. Un lieu de vie est construit - la Maison des étudiants - et c'est René Kuder qui assure la décoration de la salle commune, en peignant une grande peinture murale colorée.
En 1941, il peignit à l’invitation du général de Lattre de Tassigny, commandant la région militaire de Clermont-Ferrand, les panneaux muraux de l’École des cadres d’Opme, au pied du plateau de Gergovie. L’année suivante, il fut invité par le général de Bellefons à réaliser plusieurs fresques à l’École de cavalerie de Saumur repliée à Tarbes. Après l’arrestation et la déportation de sa fille aînée, il vécut de longs mois durant au hasard de refuges accueillants. Il continue de peindre. Quelques jours passés à Nice durant l’hiver 1941-1942, où il fut l’hôte d’amis alsaciens réfugiés, sont à l’origine de quelques croquis.
De tout temps, René Kuder a été amoureux de Paris. Depuis l’occupation en novembre 1942 de l'ensemble du territoire, Kuder fait de fréquents séjours à Saint-Mandé. C’est au cours de ses évasions parisiennes que René Kuder peint les ponts de Paris.

### Retour en Alsace
À la fin de l’été 1945, René Kuder rentra en Alsace, et en 1946, il revint à Strasbourg. Son séjour en Auvergne avait éclairci sa palette. À 71 ans, il réalisait à la basilique Sacré-Cœur de Lutterbach la plus grande de ses fresques dont l’accès nécessitait, vu ses dimensions, la pose de six niveaux superposés pour l’échafaudage.
En août 1948, Marie-France se marie avec Julien Freund. Après le dîner, la famille se réunissait dans l’atelier de René Kuder ; on évoquait des souvenirs d’Auvergne, on écoutait René Kuder raconter avec couleur le Villé d’autrefois, son séjour à Munich, le camp de Thorn, mais rarement il parlait peinture.
Ses sujets ont alors pour noms Strasbourg, places, ponts, rues, berges de l’Ill. René Kuder continua d’illustrer les calendriers et almanachs, mais également des ouvrages, ceux de Sittler et de René d’Alsace. Il réalisa aussi des affiches publicitaires, entre autres pour la Foire de Strasbourg. Quelques semaines avant sa mort, il fut invité au Québec pour y peindre des fresques à Trois-Rivières.
René Kuder passa ses derniers automnes à Villé, avec sa femme. En dépit de l’âge, il avait gardé sa vivacité. Excellent marcheur, il lui arrivait encore de parcourir 20 km dans la journée, sans fatigue apparente.
En 1961, il perd sa femme ; il exhale sa peine en peignant des fleurs, des natures mortes. La mort de sa femme le prive à la fois d’elle et de lui. S’il vient encore passer ses vacances à Villé avec ses enfants et ses petits-enfants René et Jean-Noël, Villé n’est plus le même.
René Kuder est mort à Strasbourg, le 23 septembre 1962, au retour d’un voyage en Bavière, après quelques semaines passées à Villé. Il a été foudroyé par une congestion cérébrale. Il repose aux côtés de sa femme dans le cimetière de Villé.
Une importante exposition rétrospective d'aquarelles de René Kuder s'est tenue à la mairie de Villé du 21 juin au 4 septembre 2011, puis à l'hôtel du département du Bas-Rhin du 12 au 25 septembre 2011. Une brochure intitulée René Kuder peintre alsacien 1882-1962 a été éditée à cette occasion par le conseil général du Bas-Rhin.

## Hommages
- À Strasbourg, une rue porte son nom dans le quartier de la Robertsau[3].
- À Villé, une rue porte son nom, près de l’église.
- Un monument orné d'un médaillon en bronze représentant le profil de René Kuder est érigée dans le square dédié au peintre à Villé[4].
- Une plaque commémorative est posée sur la façade de sa maison natale au 24, rue du Général Leclerc à Villé, avec l'inscription : René Kuder / Artiste-Peintre / est né dans / cette maison / le 23 novembre 1882.